# Chez le barbier
Chez le barbier (en russe : В цирульне) est une nouvelle d'Anton Tchekhov, parue en 1883.

## Historique
Chez le barbier est initialement publié dans la revue russe Le Spectateur, no 10, du 7 février 1883, sous le pseudonyme A.Tchékhonté. La nouvelle est aussi traduite en français sous le titre Drame chez le barbier.

## Résumé
Le barbier Makar Bliostkine nettoie de bon matin sa modeste boutique quand son parrain Eraste Ivanytch Iagodov rentre pour se faire raser la tête.
Il lui donne des nouvelles de sa santé, puis de sa tante et de sa fille Anna Erastovna qu’il vient de fiancer. Stupeur de Makar, lui et Anna s’aiment et avaient prévu de se marier; la tante avait donné son accord. Iagodov lui dit que le fiancé d’Anna est riche de quinze cents roubles, alors que lui n’a ni argent ni situation.
Makar, désespéré, arrête la coupe et chasse son parrain. Iagodov est allé à la noce de sa fille avec la moitié de la tête rasée. Il attend que cela repousse.

## Édition française
- Chez le barbier, traduit par Madeleine Durand et André Radiguet, in Œuvres I, Paris, Éditions Gallimard, coll. « Bibliothèque de la Pléiade » no 197, 1968  (ISBN 978-2-07-0105-49-6).